# Ordre de succession à l'ancien trône du Brésil
Pour les articles homonymes, voir Trône (homonymie).
L'ordre de succession au trône du Brésil réunit l'ensemble des personnes susceptibles de pouvoir prétendre aux titres de chef de la maison d'Orléans-Bragance et d'héritier du trône impérial en cas de restauration de la monarchie abolie le 15 novembre 1889, à la suite d'un coup d'État militaire qui renverse l'empereur Pierre II et établit une république.

## Situation actuelle
Selon la constitution de 1824, la monarchie brésilienne est héréditaire selon la primogéniture avec préférence masculine parmi les descendants dynastes de l'empereur Pierre Ier, et la couronne ne peut être héritée que par celui qui avait la nationalité brésilienne. La constitution dispose également que l'empereur et son héritier présomptif doivent être catholiques, et le mariage de l'héritier du trône requiert le consentement de l'empereur ou de l'Assemblée.
Les prétendants à l'héritage impérial descendent de l'empereur Pierre II, y compris les aînés des deux branches de la maison d'Orléans-Bragance ; les lignes dites de Petropolis et de Vassouras. Le prince Pedro Carlos (né en 1945) est à la tête de la branche de Petropolis, tandis que celle de Vassouras est dirigée par son cousin au second degré, le prince Luiz (né en 1938).
La rivalité au sein de la famille impériale éclate en 1946 lorsque le prince Pedro Gastão (1913-2007) réfute la renonciation au trône de son défunt père, le prince Pedro (1875-1940). Bien que ce dernier ait renoncé à ses droits, afin de pouvoir faire un mariage morganatique en 1908, le prince Pedro Gastão considère que la renonciation n'a qu'un caractère personnel n'engageant pas ses descendants. Le prince Pedro est le fils aîné de la princesse impériale Isabelle (1846-1921) qui, en tant que fille aînée de Pierre II et héritière présomptive lors de son intronisation, est devenue le dernier chef de famille incontesté après la mort de son père en exil en 1891. Le prince Pedro Carlos est le fils aîné du prince Pedro Gastão. Le prince Luiz descend quant à lui successivement du fils cadet d'Isabelle, le prince Luiz (1878-1920), et de son fils, le prince Pedro Henrique (1909-1981). Le prince Luiz est le fils aîné du prince Pedro Henrique et de Marie-Élisabeth de Bavière, il a toujours maintenu ses revendications dynastiques.

## Histoire

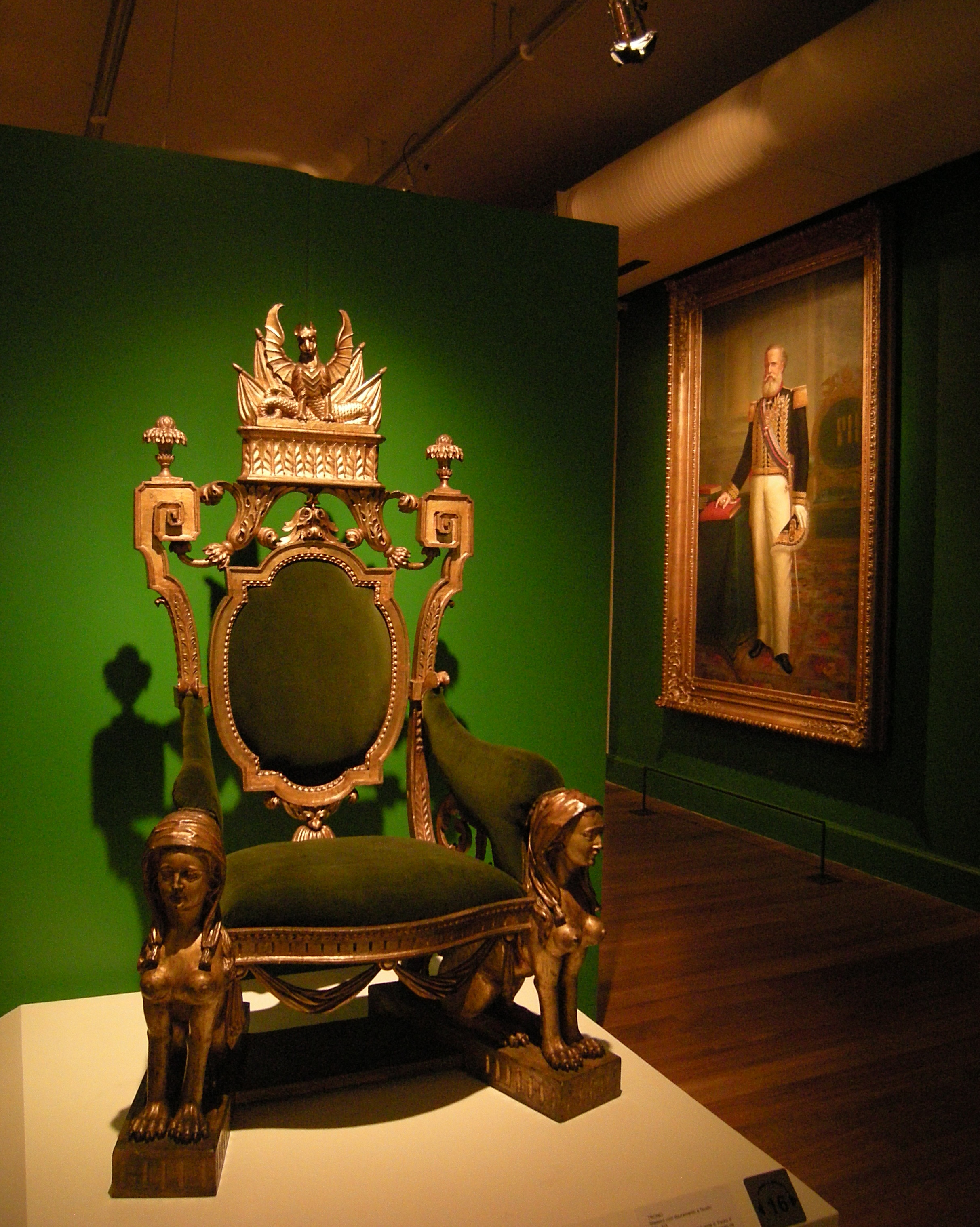
Trône impérial du Brésil.

En 1908, le prince Pedro voulait épouser la comtesse Élisabeth Dobrzensky de Dobrzenicz (1875-1951) qui, bien que noble du royaume de Bohême, n'appartenait pas à une dynastie royale ou régnante. Bien que la constitution de l'empire du Brésil n'oblige pas les dynastes à contracter des unions égales, elle subordonne le mariage de l'héritier au trône au consentement du souverain. La princesse Isabelle, alors chef de la famille impériale brésilienne, considérait que les dynastes brésiliens devaient adhérer à la tradition matrimoniale européenne, au sein de laquelle la royauté épousait la royauté. Le prince Pedro voulait se marier avec la bénédiction de sa mère, et il a donc été convenu qu'elle consentirait au mariage à condition qu'il renonce à sa place théorique dans l'ordre de succession. En conséquence, il décide de renoncer à ses droits sur le trône du Brésil le 30 octobre 1908,,,,,,. Pour acter cela, le prince Pedro, trente-trois ans, a signé le document traduit ici :

« Moi, Dom Pierre d'Alcantara Louis Philippe Marie Gaston Michel Gabriel Raphaël Gonzague d'Orléans-Bragance, ayant mûrement réfléchi, j'ai résolu de renoncer au droit qui, par la constitution de l'empire du Brésil, promulguée le 25 mars 1824, m'accorde la couronne de cette nation. Par conséquent, je déclare que, par ma volonté libre et spontanée, je renoncerai, en mon nom personnel, ainsi qu'à tous mes descendants, à tous les droits que la constitution susmentionnée nous confère à la couronne et au trône brésiliens, qui passera aux lignes qui suivent les miennes, conformément à l'ordre de succession établi par l'article 117. Devant Dieu, je promets, pour moi et mes descendants, de respecter la présente déclaration.
Cannes, 30 octobre 1908
Pedro de Alcantara de Orleans e Bragança »

Cette renonciation a été suivie d'une lettre d'Isabelle aux royalistes du Brésil :

« 9 novembre 1908, château d'Eu
Messieurs les plus excellents membres du Directoire monarchiste,
De tout mon cœur, je vous remercie des félicitations pour les mariages de mes chers enfants Pedro et Luiz. Luiz a eu lieu à Cannes le 4 avec l'éclat que l'on souhaite pour un acte si solennel dans la vie de mon successeur au Trône du Brésil. J'ai été ravi. Pedro aura lieu le 14 prochain. Avant le mariage de Luis, il a signé sa démission à la couronne du Brésil, et ici je vous l'envoie, tout en gardant ici une copie identique. Je crois que cette nouvelle doit être publiée le plus tôt possible (vous les messieurs le ferez de la manière que vous jugerez la plus satisfaisante) afin d'empêcher la formation de partis qui seraient un grand mal pour notre pays. Pedro continuera d'aimer sa patrie et apportera tout le soutien possible à son frère. Dieu merci, ils sont très unis. Luis s'engagera activement dans tout ce qui concerne la monarchie et tout bien pour notre terre. Cependant, sans renoncer à mes droits, je veux qu'il soit au courant de tout pour qu'il puisse se préparer à la position que de tout mon cœur je souhaite qu'un jour il occupe. Vous pouvez lui écrire autant de fois que vous le souhaitez afin qu'il soit informé de tout. Ma force n'est plus la même qu'autrefois, mais mon cœur est toujours le même pour aimer ma patrie et tous ceux qui nous sont si dévoués. Je vous donne toute mon amitié et ma confiance,
Isabel, comtesse d'Eu »

Si la renonciation du prince Pedro en 1908 était valable, son frère le prince Luiz est devenu le premier dans la lignée de succession après leur mère,,,,. Le rôle d'Isabelle à la tête de la maison impériale brésilienne a duré jusqu'à sa mort en 1921, date à laquelle elle est largement considérée comme ayant été remplacée par son petit-fils, le prince Pedro Henrique. Pedro Henrique était le fils aîné du prince Luiz, deuxième enfant d'Isabel et était un vétéran de la Première Guerre mondiale décédé en 1920 d'une maladie qu'il avait contractée dans les tranchées.
Le prince Pedro n'a pas contesté la validité de la renonciation. Bien qu'il n'ait pas revendiqué lui-même la présidence de la maison impériale en 1937, il a déclaré dans une entrevue que sa renonciation « ne satisfait pas aux exigences de la loi brésilienne, dans la mesure où la nation n'a pas été préalablement consultée », en outre, il ne s'agit pas d'une renonciation héréditaire à ses yeux.
Le différend dynastique sur la couronne brésilienne a commencé après en 1946 lorsque le prince Pedro Gastão, fils aîné du prince Pedro a répudié la renonciation de son père et a revendiqué la présidence de la maison impériale brésilienne.
Après la mort du prince Pedro Gastão en 2007, son fils aîné, le prince Pedro Carlos et ses jeunes enfants se sont déclarés républicains. Plusieurs des petits-enfants de Pedro Gastão ont également la double nationalité.
Pendant les trente années entre l'abolition de la monarchie brésilienne en 1889 et l'abrogation de la loi de bannissement contre les membres de l'ancienne famille impériale en 1920, tous les descendants dynastiques de Pierre II, y compris les ancêtres des prétendus rivaux de Vassouras et Petropolis des branches de la famille, vivaient en exil malgré les efforts occasionnels de certains membres de la maison d'Orléans-Bragance pour visiter le pays.
Les descendants du mariage de la fille cadette de l'empereur Pierre II, la princesse Léopoldine (1847-1871), avec le prince Ludwig August de Saxe-Cobourg et Gotha (1845-1907), ont également élu domicile en Europe : le prince August Leopold de Saxe-Cobourg et Gotha (1867-1922) devinrent officiers de carrière dans la marine autrichienne, épousant l'archiduchesse Caroline-Marie de Toscane à Vienne en 1894. Leur fille, la princesse Teresa Cristina de Saxe-Cobourg et Gotha (1902-1990), bien que née en Autriche, est devenue la première descendante de Léopoldine à revenir au Brésil y déménageant en 1938 avec le baron Lamoral Taxis von Bordogna und Valnigra (1900-1966), un courtisan tyrolien qu'elle avait épousée à Salzbourg en 1930 le 18 octobre 1950. Leurs quatre enfants, tous nés en Europe, ont été reconnus rétroactivement comme citoyens brésiliens depuis leur naissance et le 25 octobre 1951, la Cour de justice de Rio de Janeiro a rendu la décision n ° 13.036 changeant leur nom de famille en « Tasso de Saxe-Coburgo e Bragança ».

## Descendants de la princesse Léopoldine
La branche Saxe-Cobourg-Bragance est issue de la princesse Léopoldine du Brésil, deuxième fille de Pierre II, et de son mari, le prince Auguste de Saxe-Cobourg et Gotha. En raison de plusieurs années de difficultés que la princesse impériale Isabelle a connues pour produire un héritier du trône brésilien, des clauses ont été incluses dans le contrat de mariage entre Léopoldine et son mari qui garantissaient, entre autres, que le couple devait résider une partie de l'année au Brésil et ont leurs enfants sur le territoire brésilien, comme héritiers présomptifs d'Isabelle : Pedro Augusto, Augusto Leopoldo et José Fernando. Avec la naissance de Dom Pedro de Alcântara, prince du Grão-Pará et fils aîné de la princesse Isabelle, la branche de Saxe-Cobourg-Bragance a cédé la première place dans la ligne de succession à la branche d'Orléans-Bragance.
Les seuls membres de la branche de Saxe-Cobourg-Bragance qui conservent encore la nationalité brésilienne, qui était une exigence constitutionnelle pour succéder au trône brésilien aujourd'hui disparu, sont les descendants de la princesse Teresa Cristina de Saxe-Cobourg et Gotha, fille d'Augusto Leopoldo. La nationalité brésilienne de la princesse de Saxe-Cobourg et Gotha n'a été reconnue par le gouvernement du Brésil qu'en 1922. Leurs quatre enfants ont été enregistrés au consulat du Brésil à Vienne en tant que citoyens brésiliens. Carlos Tasso de Saxe-Coburgo e Bragança, baron Taxis von Bordogna und Valnigra et fils de la princesse Teresa Cristina de Saxe-Cobourg et Bragance et du baron Lamoral Taxis von Bordogna und Valnigra (dont la validité dynastique de leur union est équivoque), est l'actuel chef de cette branche.

## Ordre de succession (Vassouras)
- Pedro II

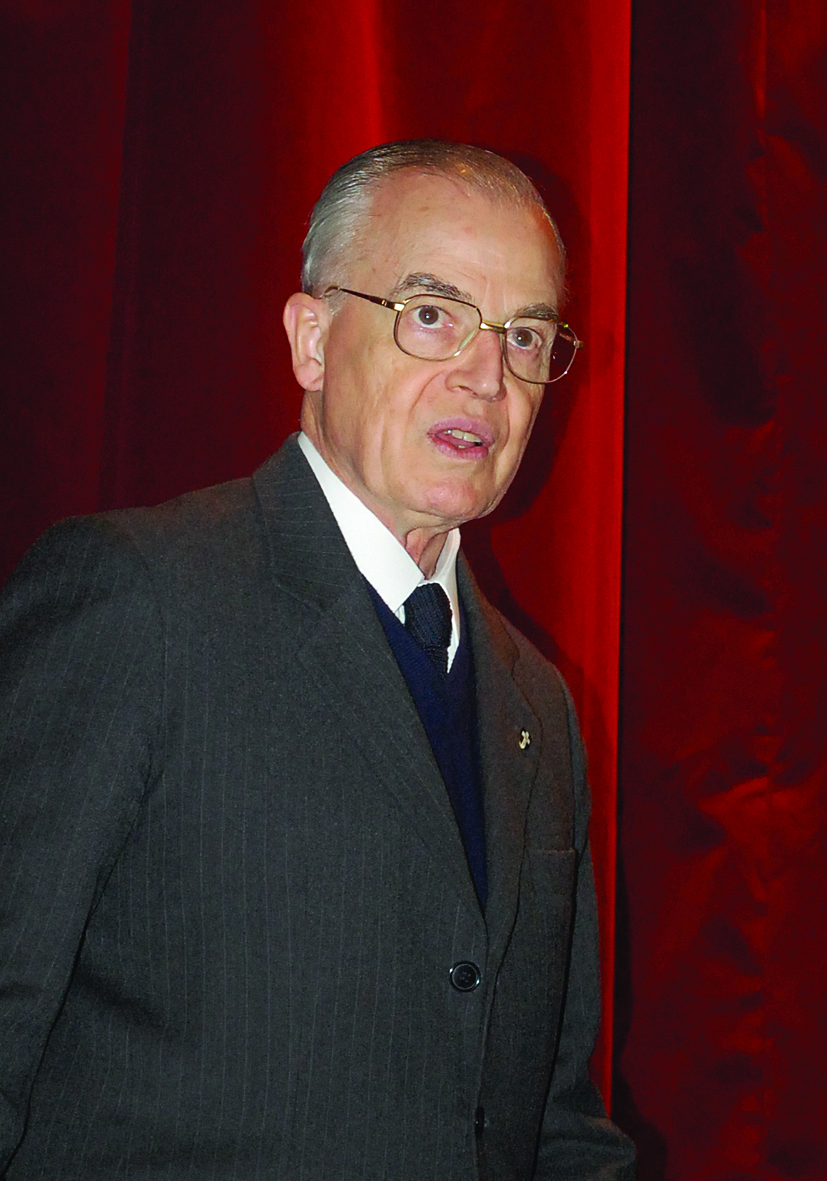
Bertrand d'Orléans-Bragance (né en 1941).

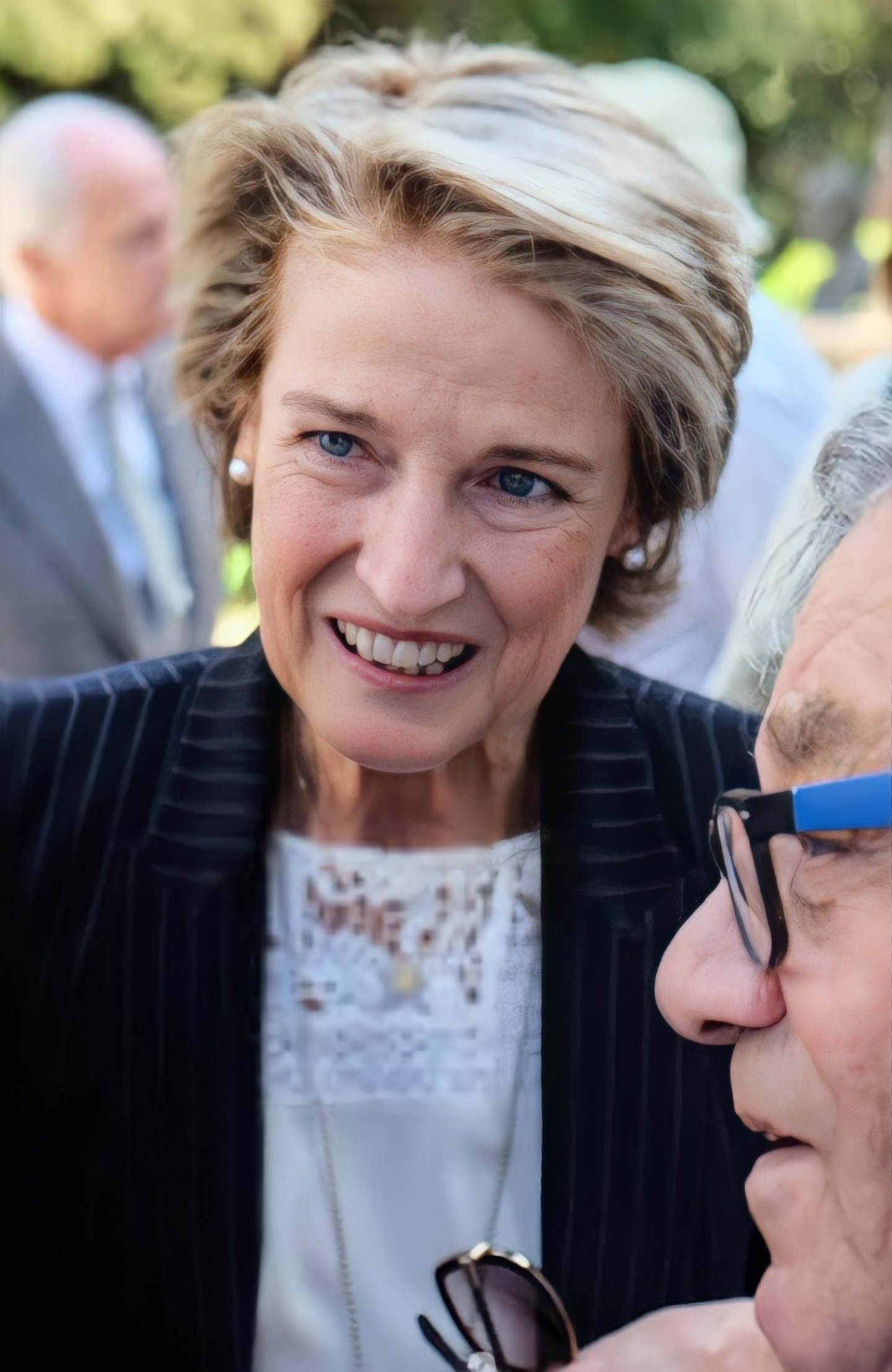
(3) Eleonora d'Orléans-Bragance (née en 1953).

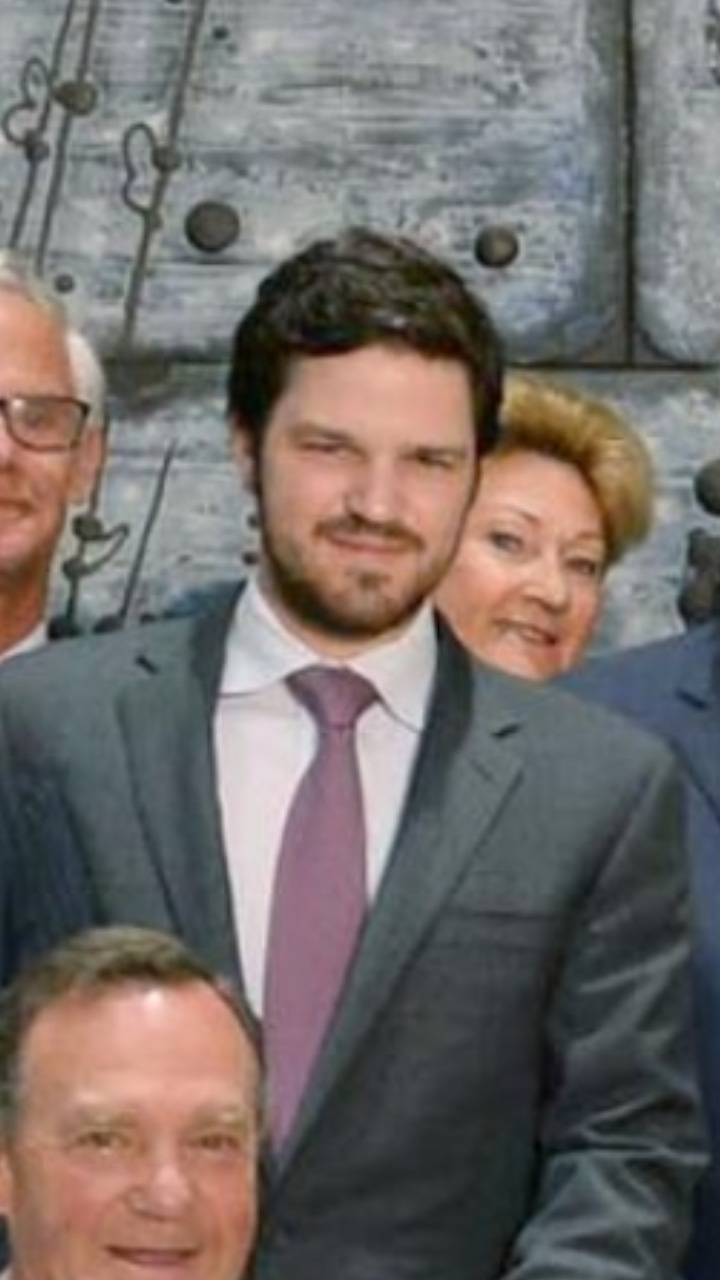
(4) Henri Antoine de Ligne (né en 1989).

  - Isabel, princesse impériale et « comtesse d'Eu » (1846-1921)
    - Prince Luís de Orléans e Bragança (1878-1920)
      - Prince Pedro Henrique de Orléans e Bragança (1909-1981)
        - Prince Luiz de Orléans e Bragança (1938-2022[23])
        - Prince Bertrand de Orléans e Bragança (né en 1941)
        - Prince Antônio de Orléans e Bragança (1950-2024)
          - (1) Prince Rafael de Orléans e Bragança (né en 1986)
          - (2) Princesse Maria Gabriela de Orléans e Bragança (née en 1989)

        - (3) Eleonora, princesse de Ligne (née en 1953)
          - (4) Henri Antoine, prince héritier de Ligne (né en 1989)

  - Princesse Leopoldina (1847-1871)
    - Prince Augusto de Saxe-Coburgo e Bragança (1867-1922)
      - Princesse Teresa Cristina, baronne Taxis de Bordogna et Valnigra (1902-1990)
        - (5)[réf. nécessaire] Carlos Tasso, baron Taxis de Bordogna et Valnigra (né en 1931)
          - (6)[réf. nécessaire] Alfonso Carlos Tasso de Saxe-Coburgo e Bragança (né en 1970)
            - (7) Pia Tasso de Saxe-Coburgo e Bragança (née en 2004)

L'ordre de succession se poursuit par le biais d'autres descendants de la princesse Teresa Cristina de Saxe-Cobourg et Gotha qui conservent toujours la nationalité brésilienne,.[réf. nécessaire]

## Ordre de succession (Petrópolis)
- Pedro II du Brésil (1825-1891)
  - Isabel, princesse impériale et « comtesse d'Eu » (1846-1921)
    - Pedro de Alcântara, prince de Grão-Pará (1875-1940)
      - Prince Pedro Gastão de Orléans e Bragança (1913-2007)
        - Prince Pedro Carlos de Orléans e Bragança (né en 1945)
          - (1) Prince Pedro Thiago de Orléans e Bragança (né en 1979)[26]

## Ordre de succession en novembre 1889
- Pierre Ier (1798-1834)
  - Pierre II (1825-1891)
    - (1) Isabel, princesse impériale et « comtesse d'Eu » (1846-1921)
      - (2) Pedro de Alcântara, prince de Grão-Pará (1875-1940)
      - (3) Prince Luís de Orléans e Bragança (1878-1920)
      - (4) Prince Antônio Gastão de Orléans e Bragança (1881-1918)

    - Princesse Leopoldina (1847-1871)
      - (5) Prince Pedro de Saxe-Coburgo e Bragança (1866-1934)
      - (6) Prince Augusto de Saxe-Coburgo e Bragança (1867-1922)
      - (7) Prince Luís de Saxe-Coburgo e Bragança (1870-1942)

  - (8) Princesse Januária, comtesse d'Aquila (1822-1901)
  - (9) Princesse Francisca, princesse de Joinville (1824-1898)

## Dans la fiction
Dans la science-fiction, le roman Time for the Stars de Robert Heinlein dépeint ses protagonistes revenant sur Terre après un voyage galactique de plusieurs siècles, et atterrissant à Rio de Janeiro, où ils sont accueillis par "l'empereur Dom Pedro III", qui leur présente une médaille au nom du gouvernement mondial. Heinlein ne précise pas les circonstances dans lesquelles, à l'avenir représenté, la monarchie brésilienne a été restaurée.
Dans l'uchronie, la série Southern Victory de Harry Turtledove présente la survie de l'empire du Brésil au XXe siècle (avec l'Empire mexicain) comme conséquence de la sécession confédérée. Dans la trilogie de la Grande Guerre, Dom Pedro IV entre en guerre aux côtés des puissances centrales (Allemagne, Autriche-Hongrie et États-Unis), hâtant la défaite de l'Entente (Grande-Bretagne, France, Russie et Confédération).
Dans The Peshawar Lancers de Stephen Michael Stirling, une histoire alternative, steampunk et roman de fiction post-apocalyptique, une pluie de météores en 1878 connue sous le nom de « l'Automne » rend l'hémisphère nord inhabitable, entraînant l'évacuation des Européens vers les colonies respectives de leurs pays et la création de nouveaux empires. En 2025, l'empire du Brésil s'est réformé en les Dominions ténébreuses de la maison de Bragance, dirigées par Dom Pedro et un caudillo.